# Железният човек 2
„Железният човек 2“ (на английски: Iron Man 2) е американски филм от 2010 г., продължение на филма от 2008 г., като си има и продължения в Отмъстителите (2012) и Железният човек 3 (2013). Филмът е трети подред в Киновселената на Марвел.

## Резюме
След като светът научава, че той е Железният човек, милиардерът изобретател Тони Старк е притиснат от всички страни, за да сподели технологията си с военните. Той не иска да сподели тайните на бронята си, страхувайки се от попадането на информацията в грешните ръце. С помощта на Пепър Потс и „Роуди“ Роудс, Тони трябва да си създаде нови съюзници и да се изправи пред нов могъщ враг – Иван Ванко.

## Актьорски състав
| Актьор               | Роля                                |
| -------------------- | ----------------------------------- |
| Робърт Дауни Джуниър | Тони Старк / Железния човек         |
| Мики Рурк            | Иван Ванко / Камшичен удар          |
| Дон Чийдъл           | Джеймс „Роуди“ Роудс / Бойна машина |
| Гуинет Полтроу       | Пепър Потс                          |
| Джон Фавро           | Хепи Хоган                          |
| Пол Бетани           | Д.Ж.А.Р.В.И.С. (глас)               |
| Скарлет Йохансон     | Наташа Романов / Черната вдовица    |
| Самюъл Джаксън       | Ник Фюри                            |
| Кларк Грег           | Фил Колсън                          |
| Джон Слатъри         | Хауърд Старк                        |
| Лесли Биб            | Кристин Евърхарт                    |
| Сам Рокуел           | Джъстин Хамър                       |
| Юджийн Лазарев       | Антон Ванко                         |
| Гари Шандлинг        | Стърн                               |
| Стан Лий             | Себе си (сбъркан с Лари Кинг)       |

## Награди и номинации
| Награда                              | Категория                           | Номиниран(и)                     | Резултат  |
| ------------------------------------ | ----------------------------------- | -------------------------------- | --------- |
| Награди на филмовата академия на САЩ | Най-добри визуални ефекти           | Най-добри визуални ефекти        | номинация |
| Сателит                              | Най-добри визуални ефекти           | Най-добри визуални ефекти        | номинация |
| Сателит                              | Най-добър звук                      | Най-добър звук                   | номинация |
| Сатурн                               | Най-добър научнофантастичен филм    | Най-добър научнофантастичен филм | номинация |
| Сатурн                               | Най-добри специални ефекти          | Най-добри специални ефекти       | номинация |
| Сатурн                               | Най-добър актьор                    | Робърт Дауни Джуниър             | номинация |
| Сатурн                               | Най-добра актриса в поддържаща роля | Скарлет Йохансон                 | номинация |